# Anaspis sericea
Anaspis sericea là một loài bọ cánh cứng trong họ Scraptiidae. Loài này được Mannerheim miêu tả khoa học năm 1843.